# Nombre de Belphégor

La lettre grecque π renversée, symbole du nombre de Belphégor.

Le nombre de Belphégor est le nombre premier palindrome 1 000 000 000 000 066 600 000 000 000 001. Son surnom, courant dans les cercles des mathématiciens et parmi les amateurs de mathématiques récréatives, vient de Belphégor, l'un des 7 Princes de l'Enfer, à qui l'on attribue communément la capacité à aider les hommes à faire des découvertes et des inventions ingénieuses.
Ce nombre lui-même a une connotation superstitieuse qui lui valurent son surnom : le nombre 666, situé au milieu de ses chiffres, est souvent appelé le nombre de la Bête, utilisé en symbologie pour représenter l'une des créatures de l'Apocalypse ou, plus communément, le Diable ; la séquence 666, dans le nombre premier de Belphégor, est entourée de chaque côté par une série de 13 zéros, le nombre 13 étant lui aussi source de superstitions (nombre de la chance pour certains, symbole du Diable pour d'autres). Le plus petit nombre premier palindrome contenant le nombre de la Bête est le nombre 16 661. Le mathématicien et ingénieur américain Harvey Dubner a de plus obtenu le résultat suivant : les nombres premiers palindromes suivants obéissant aux mêmes contraintes (la séquence 666, entourée d'un nombre égal de zéros de chaque côté, et commençant et terminant par un 1) contiennent respectivement 42, 506, 608, 2 472 et 2 623 zéros de chaque côté de la séquence 666.
Le nombre de Belphégor est souvent représenté par la lettre π renversée (voir l'illustration), notation utilisée pour la première fois dans le manuscrit de Voynich, un codex du XVe siècle.[réf. nécessaire]